# Kimmelsbach
Kimmelsbach ist ein Gemeindeteil der Gemeinde Bundorf im unterfränkischen Landkreis Haßberge in Bayern.

## Geografie
Das Kirchdorf liegt im nordwestlichen Teil des Landkreises am Hang des Rottensteiner Forstes im Baunachtal. Die Staatsstraße 2275 von Bundorf nach Hofheim führt durch den Ort. Im Süden des Bauerndorfes fließt der Kimmelsbach, ein rechter Zufluss der Baunach, vorbei.

## Geschichte
Vermutlich geht der Ortsname auf den Personennamen Kunimund zurück, „Bachort eines Kunimund“. Denkbar ist auch, dass das Beiwort von Kümmel kommt.
Im Jahr 1302 wurde Kimmelsbach erstmals urkundlich mit „Conradus Forestarius de Kunomundisbach“ als Zeugen in einer Urkunde des Grafen von Wildberg indirekt genannt. 1303/1313 erhielten Theino und Karl von Lichtenstein den Zehnt in „Kunemundesbach“ zugesprochen. 1373 besaßen Hans und Heinz von Lichtenstein den Zehnt in „Kümelßbach“. 1412 erhielt Dietz Truchseß von Wetzhausen den Zins in „Kümelbach“.
1862 wurde Kimmelsbach in das neu geschaffene bayerische Bezirksamt Königshofen eingegliedert. 1871 zählte der Ort 230 Einwohner, von denen 229 Katholiken waren, und 51 Wohngebäude. Im Jahr 1900 wurde die Landgemeinde dem neu gegründeten Bezirksamt Hofheim zugeordnet. Die 454 Hektar große Landgemeinde zählte 227 Einwohner, die alle bis auf zwei, katholisch waren, und 50 Wohngebäude. Die zuständige katholische Pfarrei befand sich im 1,5 Kilometer entfernten Bundorf und die katholische Bekenntnisschule war im Ort. 1925 zählte der Ort 206 Personen, 200 waren Katholiken und 6 Protestanten, in 44 Wohngebäuden.
1950 hatte das Kirchdorf 243 Einwohner und 45 Wohngebäude. Im Jahr 1961 zählte Kimmelsbach 189 Einwohner und 45 Wohngebäude. Das Dorf gehörte zur 4,7 Kilometer entfernten evangelischen Pfarrei Schweinshaupten. 1970 waren es 178 und 1987 133 Einwohner sowie 40 Wohngebäude mit 43 Wohnungen.
Am 1. Juli 1972 wurde im Rahmen der Gebietsreform in Bayern der Landkreis Hofheim aufgelöst und Kimmelsbach kam zum Haßberg-Kreis. Am 1. Mai 1978 folgte die Eingemeindung der Gemeinde nach Bundorf.

## Baudenkmäler

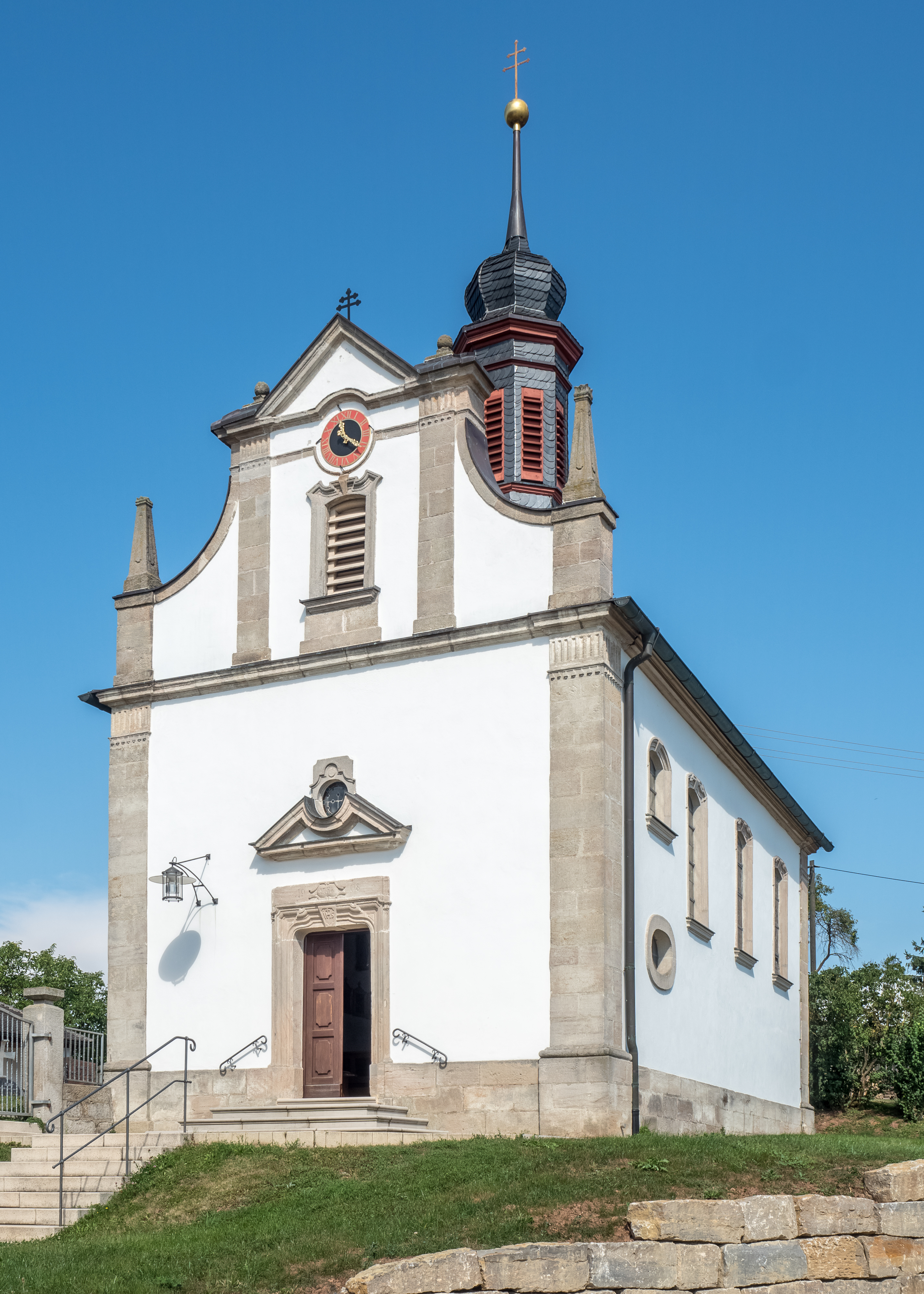
Katholische Filialkirche St. Nikolaus

Die katholische Kirche St. Nikolaus wurde 1758 bis 1763 errichtet und 1908 verlängert. Neben der Kirche befindet sich an der Westseite der Friedhof. Die genordete Saalkirche hat eine Giebelfassade auf der Südseite und gegenüberliegend einen eingezogenen Chor. Die Fassade ist mit Werkstein gegliedert. Ein Satteldach mit einem Dachreiter mit Zwiebelhaube bildet den oberen Abschluss. Die Filialkirche gehört zur Pfarrei Bundorf.
In der Bayerischen Denkmalliste sind insgesamt fünf Baudenkmäler aufgeführt.